# تصنيف أثار الأحافير
يتم تصنيف الحفريات الأثرية بطرق شتى لأغراض عديدة ومختلفة. ويمكن تصنيف الآثار تصنيفيا (عن طريق التشكل)، وأخلاقيا (حسب السلوك)، وطوبونوميا، أي وفقًا لعلاقتها بالطبقات الرسوبية المحيطة. باستثناء الحالات النادرة التي يمكن فيها تحديد المُصنِّع الأصلي لأحد الأحفوريات الأثرية بثقة، فإن التصنيف الوراثي للأحافير الأثرية هو اقتراح غير معقول.

## التصنيف الأحيائي
التصنيف الأحيائي للحفريات الأثرية يوازي التصنيف التصنيفي للكائنات بموجب المدونة الدولية لتسميات علم الحيوان. في التسميات الأحفورية الأثرية، يتم استخدام اسم ذي الحدين اللاتيني، تمامًا كما هو الحال في تصنيف الحيوانات والنباتات، مع جنس وصفة محددة. ومع ذلك، فإن الأسماء ذات الحدين ليست مرتبطة بالكائن الحي، بل هي مجرد حفريات أثرية. هذا يرجع إلى ندرة الارتباط بين حفريات أثرية وكائن حي معين أو مجموعة من الكائنات الحية. لذلك يتم تضمين الحفريات الأثرية في ichnotaxon منفصل عن تصنيف ليني. عند الإشارة إلى الحفريات الأثرية، فإن المصطلحات ichnogenus و ichnospecies موازية للجنس والأنواع على التوالي.
أكثر الحالات الواعدة لتصنيف النشوء والتطور هي تلك التي تتبع الحفريات مماثلة تظهر تفاصيل كافية معقدة للاستدلال على واضعي، مثل حيولنات حزارية أو حت حيوي، وحفريات أثر ثلاثية الفصوص كبيرة مثل Cruziana ، والفقاريات وأثار الأقدام. ومع ذلك، تفتقر معظم الحفريات الأثرية إلى تفاصيل معقدة بما يكفي للسماح بهذا التصنيف.

## التصنيف الأخلاقي

### نظام السيلاش

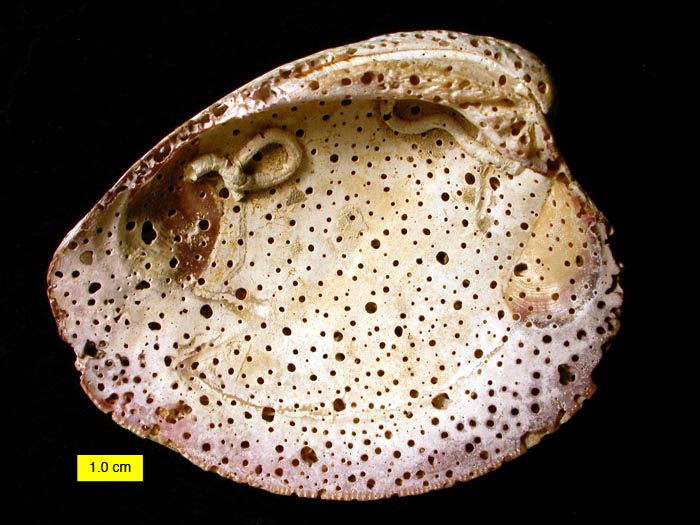
ثقوب إسفنجية (إنتوبيا) ومغلف على صدفة حديثة ذات صدفتين ، نورث كارولينا ؛ مثال على دوميتشينا.

أدولف سيلاشر كان أول اقتراح مقبول على نطاق واسع علم السلوك أساسا لتصنيف أثر الأحفوري. لقد أدرك أن معظم الحفريات الأثرية تم إنشاؤها بواسطة الحيوانات في أحد الأنشطة السلوكية الخمسة الرئيسية، وأطلق عليها اسمًا:
- كيوبيتشينا هي آثار الكائنات الحية التي تركت على سطح رواسب ناعمة. قد يكون هذا السلوك ببساطة مستريحًا كما في حالة نجم البحر، ولكنه قد يشير أيضًا إلى مكان اختباء الفريسة، أو حتى موقع كمين لحيوان مفترس.
- دوميتشينا عبارة عن هياكل سكنية تعكس أوضاع الحياة للكائنات، على سبيل المثال الحجور أو حفر مغذيات المعلق، وربما تكون الأكثر شيوعًا من الفئات الاجتماعية المعمول بها.
- تتغذى الفوديشينا على آثار تتشكل نتيجة خلل الكائنات الحية للرواسب في بحثها عن الطعام. يتم إنشاؤها عادةً بواسطة مغذيات الرواسب لأنها تحفر نفقاً عبر الرواسب اللينة، وعادة ما تنتج بنية ثلاثية الأبعاد.
- باسسيتشين هي نوع مختلف من تتبع التغذية التي تكون النقابة الغذائية المسؤولة عنها هي الرعاة. إنهم ينشئون ميزات ثنائية الأبعاد حيث يقومون بتنظيف سطح الركيزة الصلبة أو الناعمة من أجل الحصول على العناصر الغذائية.
- ريبيتشينا هي مسارات حركية تظهر دليلاً على انتقال الكائنات الحية من محطة إلى أخرى، عادةً في خط شبه مستقيم إلى خط منحني قليلاً. تقع معظم الآثار القليلة جدًا التي يمكن التحقق منها لكائن حي معين في هذه الفئة، مثل العديد من مسارات المفصليات والفقاريات.

### التصنيفات الأخلاقية الأخرى
منذ بداية التصنيف السلوكي، تم اقتراح وقبول العديد من الفصول الأخلاقية الأخرى، على النحو التالي:
- أدفيسيتشينا: دليل على أن الكائنات الحية تبني هياكل خارج العالم المحيط، مثل أكوام النمل الأبيض أو أعشاش الدبابير.
- أجرتشينا: ما يسمى بـ «آثار البستنة»، وهي عبارة عن شبكات جحور منتظمة مصممة لالتقاط الحيوانات المتوسطة المهاجرة أو ربما لاستزراع البكتيريا. كان الكائن الحي سيفحص باستمرار نظام الحفر هذا ليفترس أي كائنات أصغر ضلت فيه.
- كاليشنيا : الهياكل التي تم إنشاؤها بواسطة الكائنات الحية خصيصًا لأغراض التكاثر، مثل خلايا النحل.
- الاتزان : الجحور داخل الرواسب التي تظهر أدلة على استجابات الكائنات الحية للتغيرات في معدل الترسيب (أي يتحرك الجحر لأعلى لتجنب الدفن، أو للأسفل لتجنب التعرض). عادةً ما يكون هذا الدليل في شكل spreiten ، وهي عبارة عن صفائح صغيرة في الرواسب تعكس المواقف السابقة التي كانت فيها الكائنات الحية.
- فوجيشنيا : «آثار هروب» تتشكل نتيجة لمحاولات الكائنات الحية للهروب من الدفن في أحداث شديدة الترسيب المفاجئة مثل تيارات التعكر. غالبًا ما يتم تمييز الجحور بأنماط شيفرون توضح الاتجاه التصاعدي الذي كانت الكائنات الحية تحفره نفقًا.
- براديشنيا : تتبع الحفريات التي تظهر أدلة على السلوك المفترس، مثل ثقوب الحفر (الثقوب) التي خلفتها بينات الأقدام وآكلات اللحوم في الأصداف، أو بشكل أكثر دراماتيكية، علامات العض الموجودة على بعض عظام الفقاريات.

على مر السنين تم اقتراح العديد من المجموعات السلوكية الأخرى، ولكن بشكل عام تم نبذها بسرعة من قبل مجتمع علم الأحياء. بعض المقترحات الفاشلة مذكورة أدناه، مع وصف موجز.
- كيميتشينا: نوع من اجريتشينا يتم تطبيقه خصيصًا على حالات الحصاد البكتيري.
- سيسيديوتشينا: أثر نبات يترك فيه المرارة على النبات نتيجة للتفاعل مع الحيوانات أو البكتيريا أو النباتات الأخرى.
- كروسيتشينا: الآثار التي تتركها جذور النباتات نتيجة لتأثيرها التآكل على الرواسب.
- كيوريستشينا: مجموعة فرعية من الدوبشنيا، تم إنشاؤها بواسطة عادة الزحف أو المشي.
- فيكسيتشنا: آثار تركتها كائنات لاطئة ثبتت نفسها على ركيزة صلبة.
- مورديتشينا: مجموعة فرعية بريديتشنل تظهر أدلة على موت الفريسة نتيجة للهجوم.
- ناتيشنيا : نوع من البريتشنيا تسببه اضطرابات في الرواسب اللينة بواسطة كائن حي عائم، مثل سمكة نطاق قاعي.
- بوليتشينا: الآثار التي تظهر أصلًا في مزيج من اثنين أو أكثر من السلوكيات الراسخة المنتجة للتتبع، مثل domichnia التي كانت بمثابة موضع تغذية للكائنات الحية.
- سيفنوتشينا: أثر نبات تم إنشاؤه عن طريق العمل الحيوي للجذور.
- تافيتشينا: فوغيتشينا الذي فشل فيه الكائن الحي في الهروب ودُفن، مما أدى غالبًا إلى العثور على أحفورة جسده مرتبطة بالأثر.
- فوليتشينا: آثار تظهر موقع هبط كائن طائر (عادة حشرة) على رواسب ناعمة.

ربما تكون فيكسيتشيناهي المجموعة ذات الوزن الأكبر كمرشح للفئة الأخلاقية المقبولة التالية، حيث لم يتم وصفها بالكامل من قبل أي من الفئات الإحدى عشرة المقبولة حاليًا. هناك أيضًا إمكانية لاكتساب آثار النباتات الثلاثة (سيسيدويتشنيا، كوروسيشنيا وسفينوتشنيا) الاعتراف بها في السنوات القادمة، مع القليل من الاهتمام الذي تم إعطاؤه لهم منذ اقتراحهم.

## التصنيف الطبوغرافي
هناك طريقة أخرى لتصنيف الحفريات الأثرية وهي النظر إلى علاقتها بترسات التي تحدث في المنشأ. قدم Martinsson أكثر الأنظمة قبولًا على نطاق واسع، حيث حدد أربع فئات متميزة للآثار التي يجب فصلها في هذا الصدد:
- انديتشيناهي تلك الآثار التي توجد بالكامل داخل وسط الصب، وبالتالي لا يمكن صنعها إلا بواسطة كائن حي infaunal.
- تم العثور على ابيتشيناعلى قمم طبقات المنشأ، وهي تلك التلال والأخاديد التي تكونت من قبل الكائنات القاعية أو الجحور التي تعرضت للتآكل.
- اكسيتشيناهي آثار مصنوعة من مادة مختلفة عن الوسط المحيط، إما أن تم ملؤها بنشاط بواسطة كائن حي أو تآكلت وأعيد تغطيتها بواسطة رواسب غريبة.
- هايبتشيناهي نتوءات وأخاديد توجد على باطن الأسرة الأصلية في واجهاتهم مع طبقات أخرى، مما يمثل عكس ابيتشينا.

## التاريخ
صنف علماء الحفريات الأوائل في الأصل العديد من حفريات الجحور على أنها بقايا طحالب بحرية، كما هو واضح في ichnogenera المسماة بلاحقة -phycus . تحدى كل من ألفريد جابرييل ناثورست وجوزيف ف. جيمس هذا التصنيف غير الصحيح بشكل مثير للجدل، مما يشير إلى إعادة تفسير العديد من «الطحالب» على أنها حفريات أثرية للافقاريات البحرية.
تم إجراء عدة محاولات لتصنيف الحفريات الأثرية عبر تاريخ علم الحفريات. في عام 1844، إدوارد هيتشكوك المقترحين أوامر: Apodichnites، بما في ذلك مسارات أحمق، وPolypodichnites، بما في ذلك مسارات الكائنات مع أكثر من أربعة أقدام.